# Nationaal park Islas Atlánticas de Galicia
Nationaal park Atlantische eilanden van Galicië (Spaans: Parque nacional de las Islas Atlánticas de Galicia/ Galicisch: Parque nacional das Illas Atlánticas de Galicia) is het enige nationaal park gelegen in de Spaanse autonome gemeenschap Galicië. Het omvat de  Cíes-eilanden voor de Ría de Vigo, Onza en Ons voor de Ría de Pontevedra, Sálvora voor de Ría de Arosa en Cortegada in de Ría de Arosa. Het omvat een gebied van 1200 hectare land en 7200 hectare zeegebied. Het werd gevestigd in 2002 als 13e nationale park van Spanje. Het is het enige nationaal park in Galicië en het 10e meest bezochte nationaal park van Spanje.

## Flora en fauna
Dit zee-landecosysteem herbergt een laurierbos en meer dan 200 soorten zeewier. Het gebied is ook belangrijk voor zijn schelpdieren, koralen en anemonen.

## Afbeeldingen

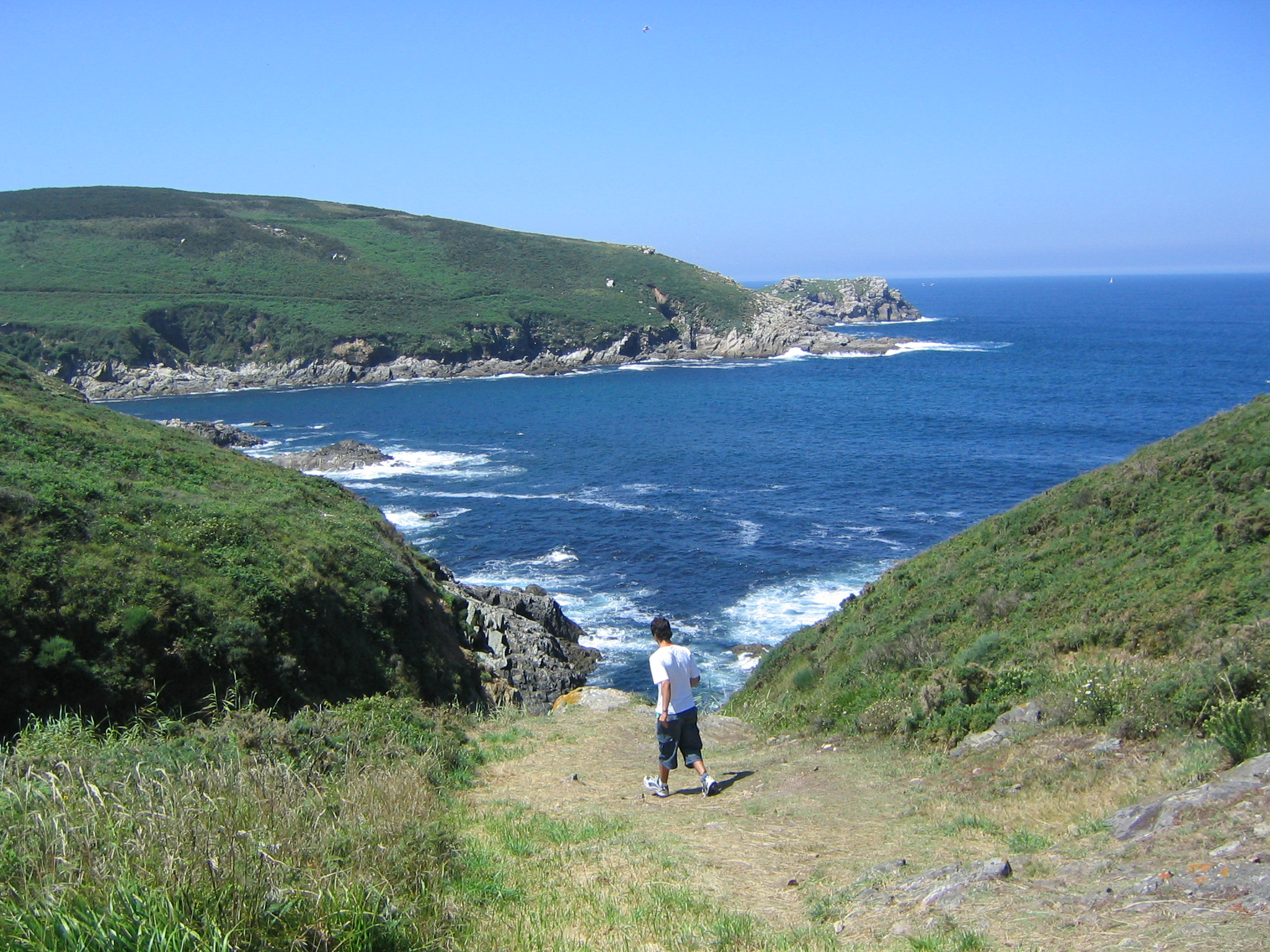
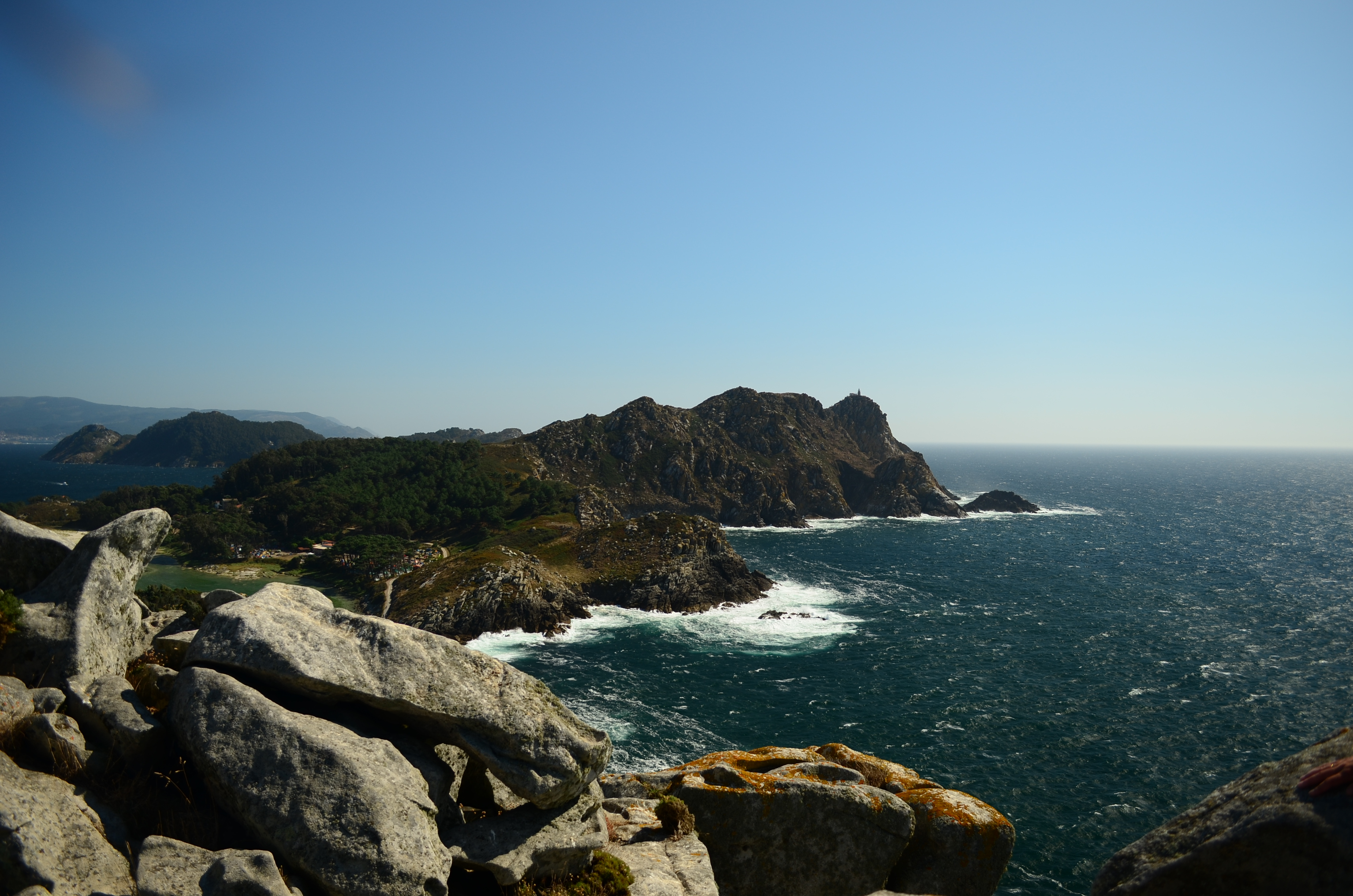
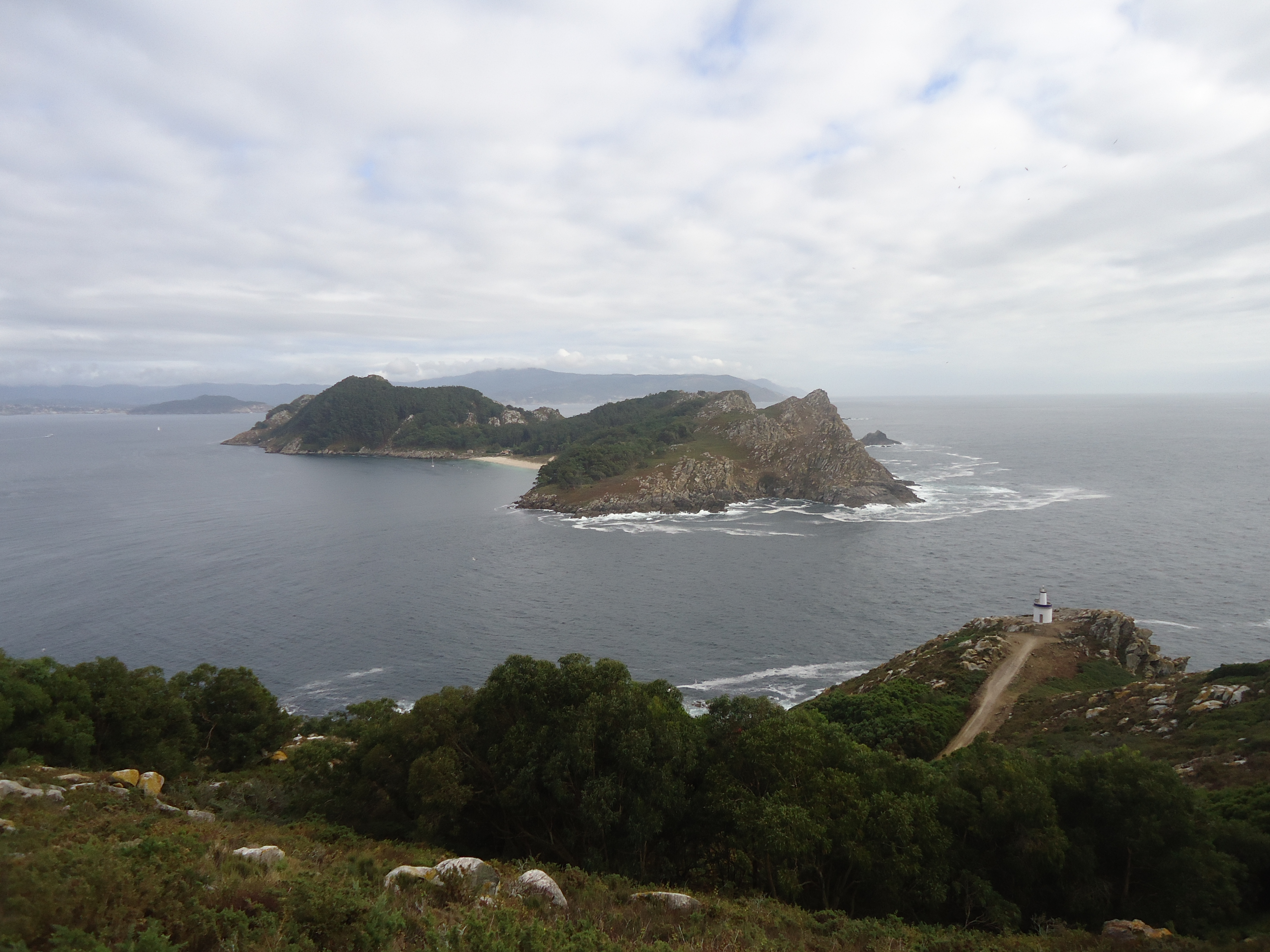
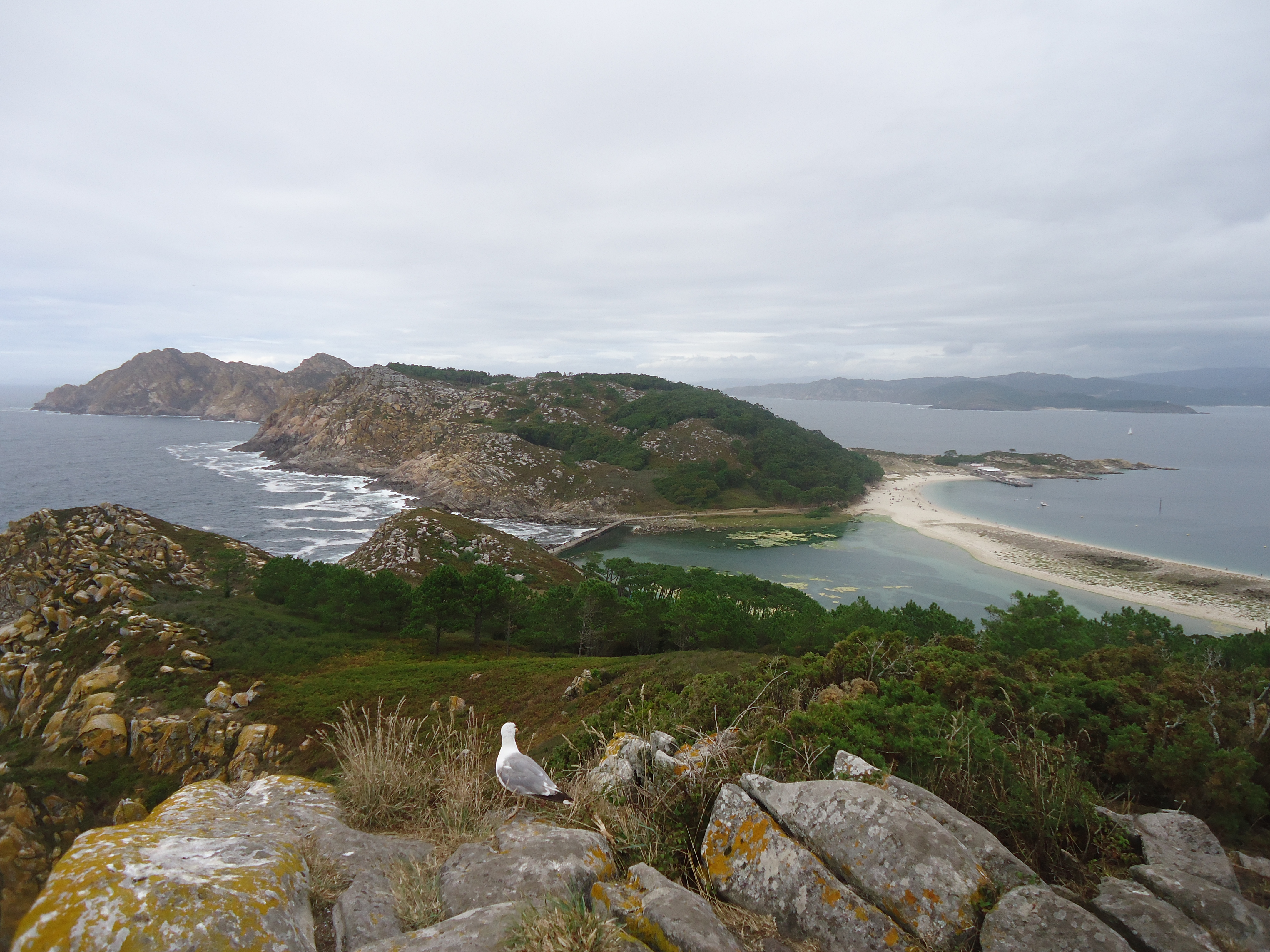
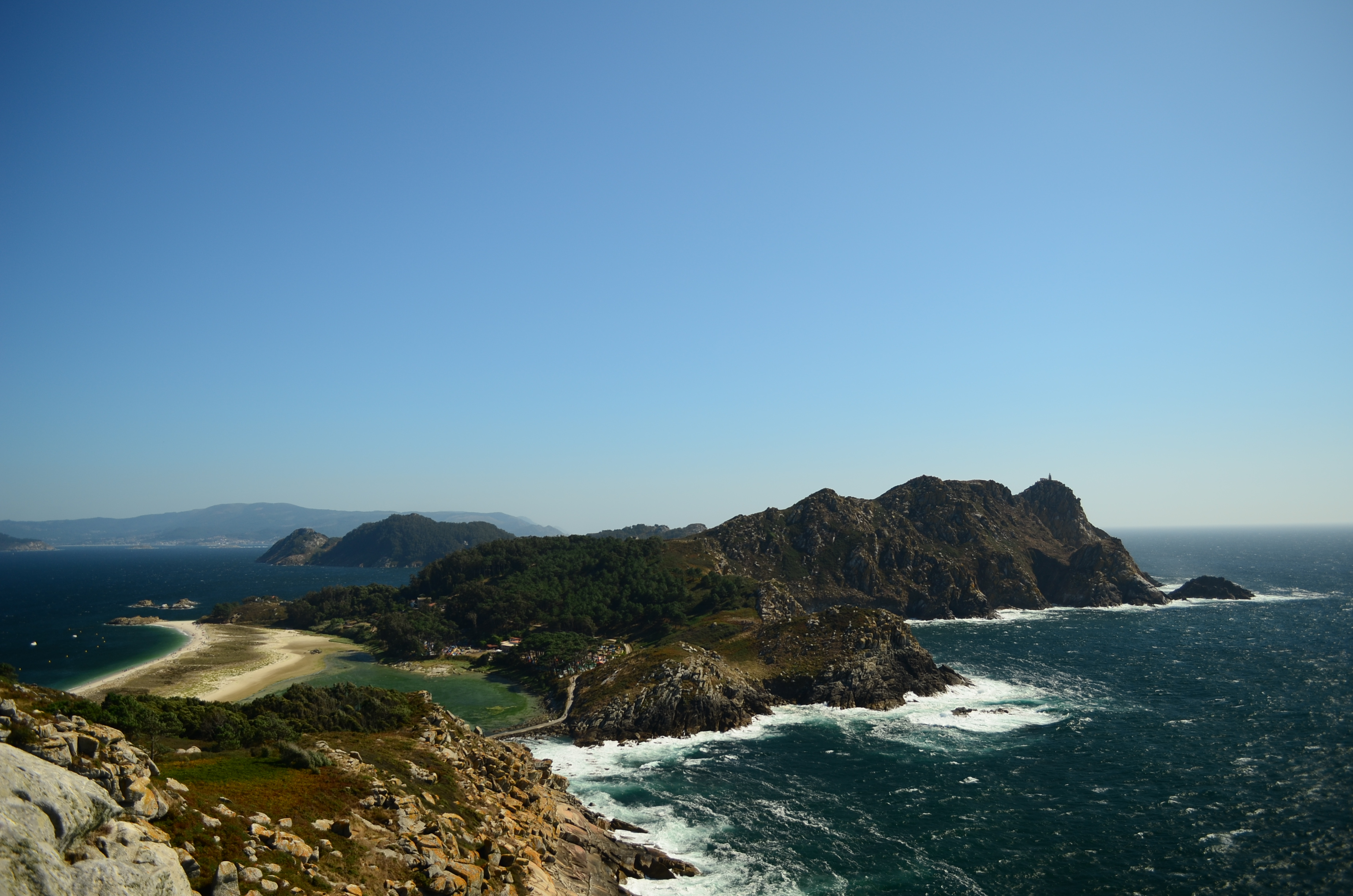
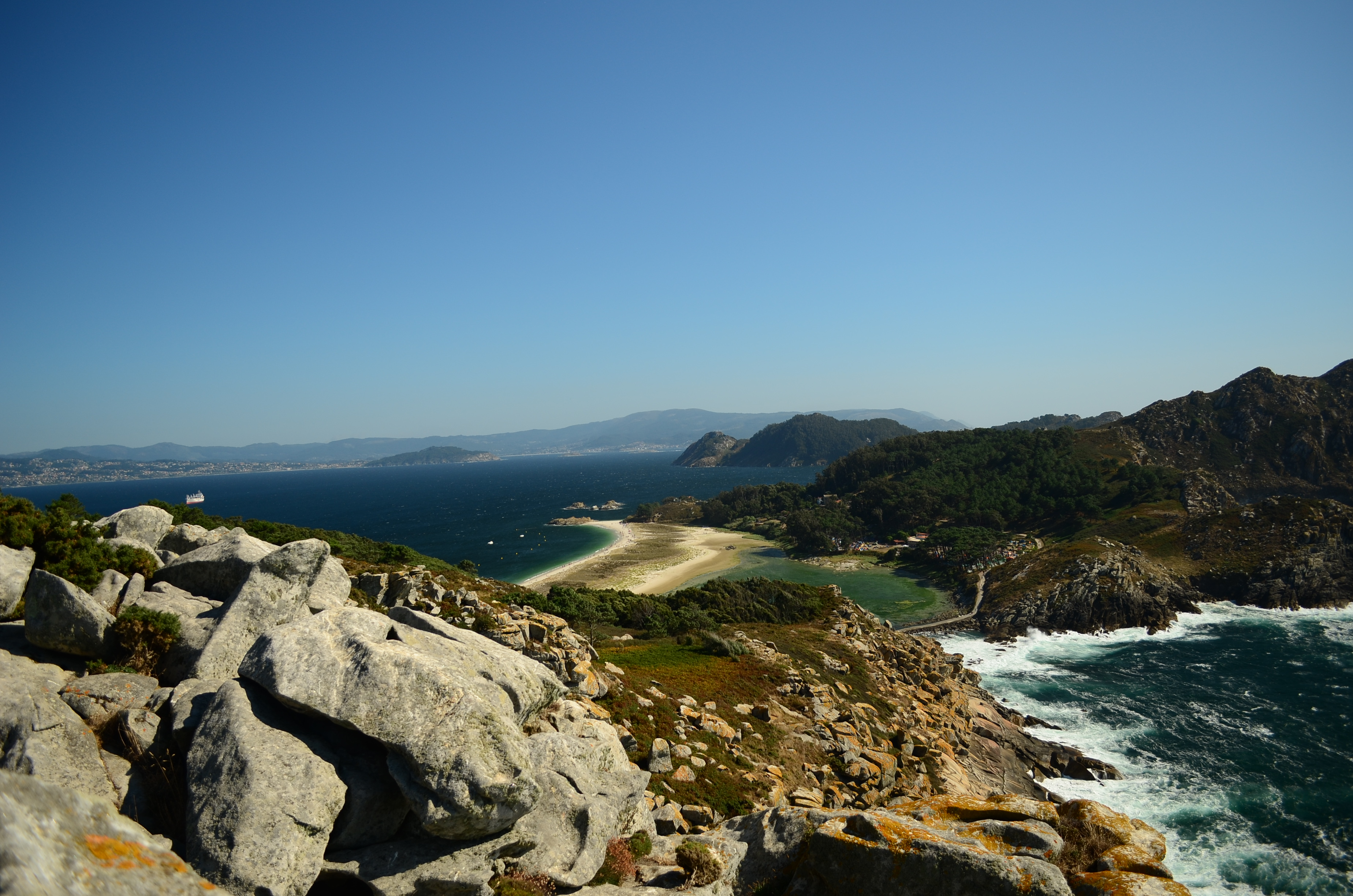
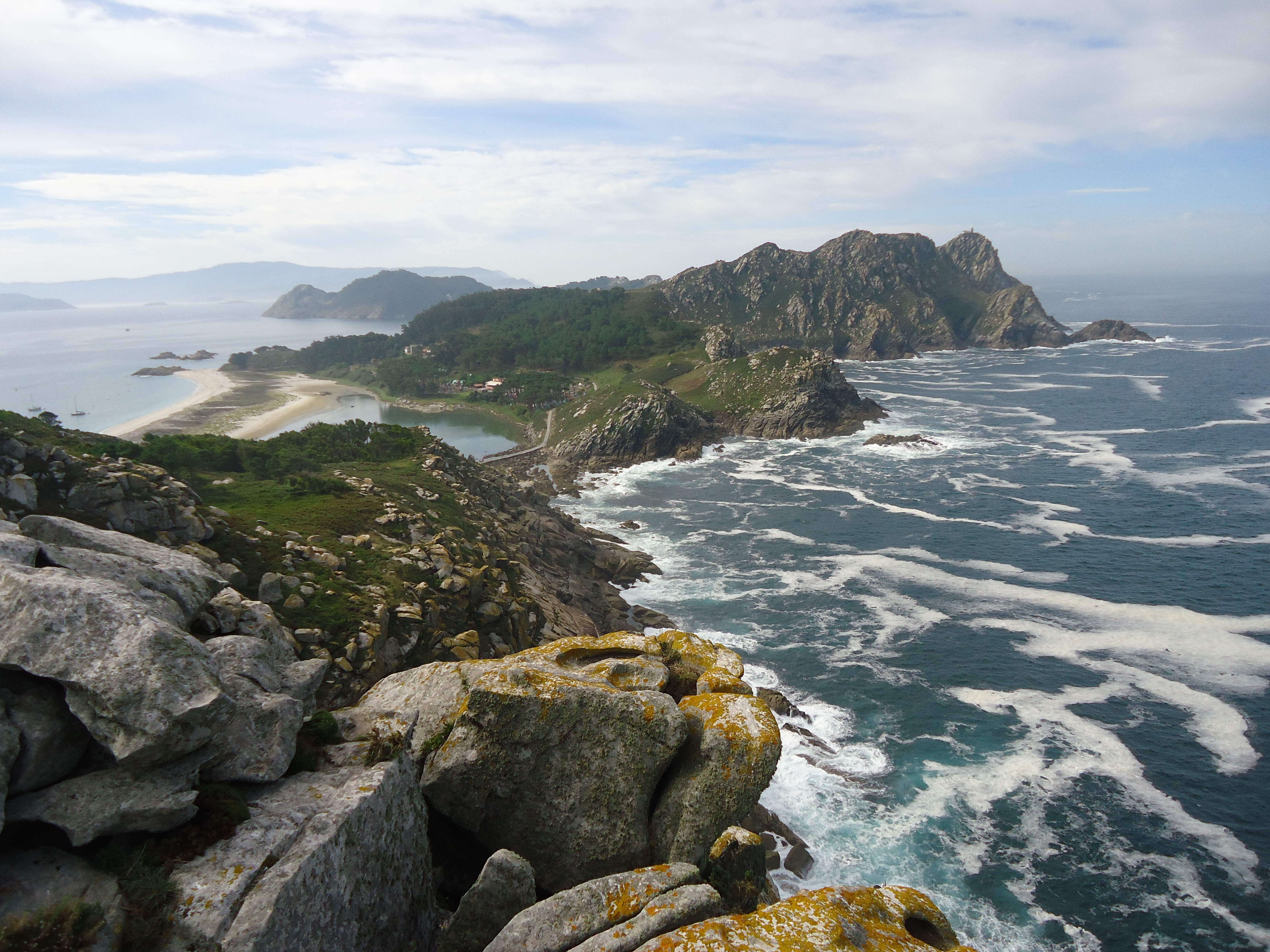